# Église Saint-Victor-et-Sainte-Madeleine de Chastel-Marlhac
L'église Saint-Victor-et-Sainte-Madeleine est une église de style roman auvergnat située à Chastel-Marlhac, section de la commune du Monteil dans le département français du Cantal en région Auvergne-Rhône-Alpes.

## Historique
L'église romane a été construite au XIIe siècle et modifiée au XVe siècle.
Elle était le siège d'un prieuré de filles nobles dépendant de l'abbaye de Blesle en Brivadois.
En 1794, le citoyen Chou-fleur Roux, commandant d'un détachement envoyé par le Comité révolutionnaire, fit tomber le clocher, brûler les statues et autres objets de culte afin de donner une leçon de civisme révolutionnaire aux habitants de Marchastel (Chastel-Marlhac ?) dont les enfants avaient sonné le tocsin. Il exigea que tous les paysans de la paroisse assistent au saccage de leur église et rapporte que l'assistance versait des pleurs et des sanglots qu'il attribue à leur regrets d'avoir défié la Déesse Raison.
L'église a été érigée en succursale du Monteil en 1808.
Le clocher-mur porte la date de sa reconstruction en 1822.

## Statut patrimonial
L'église fait l'objet d'une inscription au titre des monuments historiques depuis le 10 octobre 1963.

## Architecture
L'église de Chastel-Marlhac présente un mélange de style roman (porche) et de style gothique (chœur et chapelles).
Le porche roman présente des similitudes avec ceux de l'église Saint-Martin de Sauvat, de l'église Saint-Mathieu de Salers et de l'église Saint-Georges d'Ydes-Bourg : « véritables structures occidentales, ces porches romans de Haute-Auvergne mettent en valeur la façade par des formes massives, avec ou sans avant-corps ».
La cuve baptismale est romane.